# Vịnh Gemlik

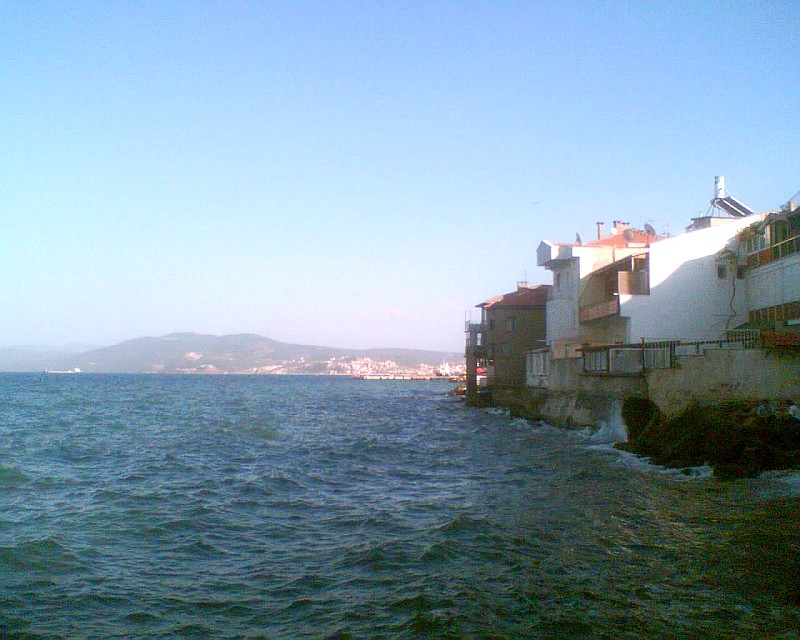
Vịnh Gemlik nhìn từ thành phố Mudanya.

Vịnh Gemlik (tiếng Thổ Nhĩ Kỳ: Gemlik körfezi) là một vịnh nhỏ trong Biển Marmara thuộc Vùng Marmara, Thổ Nhĩ Kỳ. Vịnh này nằm ở phần tây nam của biển. Các thành phố chính trên bờ vịnh này là Mudanya, Gemlik và Armutlu.